# Наука на Украине
Наука на Украине — широкая сеть специализированных организаций, расположенных на территории Украины, в которых ведётся исследовательская работа. Также исследования проводятся в учреждениях высшего образования. По состоянию на 2011 год Украина занимала второе место в СНГ (после России) по числу патентных заявок, хотя их число в 1994—2011 годах сократилось с 5910 до 5253. С 1990 года численность научных работников Украины сократилась более, чем в 4 раза и продолжает уменьшаться. Государственное финансирование науки невелико — 6,1 млрд гривен (около 100 млн долларов США) в 2018 году. При этом больше половины государственных средств на науку получает Национальная академия наук Украины.

## История науки на территории современной Украины

### Донаучный период

#### Античные времена
С момента возникновения на северных берегах Чёрного и Азовского морей античных древних греческих городов-государств (VIII—VII в. До н. э.) существуют сведения о сборе донаучного знания на территории современной Украины. Известными греческими городами-государствами того времени были: Ольвия (ныне с. Парутино в устье Южного Буга), Херсонес (окрестности современного Севастополя), Пантикапей (место современной Керчи), Тира (на месте нынешнего Белгорода-Днестровского), Феодосия, Керкинитида (на месте современной Евпатории) и другие. Античные города отмечались значительным развитием образования, медицины и культуры. Жители уделяли значительное внимание обучению детей: ученики изучали чтение, счет, письмо, риторику, красноречие. Развивались история и философия.  Особое значение уделялось медицине. Об этом свидетельствуют многочисленные археологические находки (хирургические ножи, пинцеты, иглы и др.) В Ольвии существовала аптека. Жители Керкинитида широко использовали целебные свойства крымских грязей. Историк Плиний Старший так описывал один из берегов Сакского озера: «… на Таврическом полуострове есть земля, с помощью которой лечатся различные болезни».

#### Древнерусское государство
Наибольшее развитие образование в Древнерусском государстве получило во времена правления князей Владимира Великого и Ярослава Мудрого. Владимир значительно расширил пределы государства и совершил реформирования местного управления, в результате чего вся полнота исполнительной, законодательной, судебной и военной власти сосредоточилась в руках великого князя. Активное развитие образования и науки началось после крещения Руси. Первую школу в Киеве основал князь Владимир. Дети бояр и вельмож там учились читать, писать, петь церковные песни, овладевали греческим. Из этой школы выходили образованные священники, писцы, переводчики с греческого и других языков на церковнославянский. Ярослав Мудрый собирал в чужих государствах книги по различным вопросам познания мира и сформировал огромную того времени библиотеку. В школы на обучение Ярослав привлекал способных детей не только князей и духовенства, но и простых горожан. Основной причиной накопления знаний в этот период была практическая деятельность. Например, знание химических свойств и особенностей строительных материалов применяли в изготовлении стекла, мозаик, разноцветных эмалей, черни, фресковых росписей храмов и т. п. Также при возведении зданий применялись математические знания.
Должное внимание в Древнерусском государстве уделяли врачебному делу. Так, княгиня Ольга первой основала в Киеве больницы, а уход за больными поручила женщинам. Кроме того, первым выдающимся врачом-женщиной в истории Руси была дочь киевского великого князя Мстислава Владимировича Евпраксия-Зоя. На основании собственной врачебной практики и анализа исследований тогдашних медиков Евпраксия в 1130-х годах написала в Константинополе научный трактат, озаглавленный по-гречески «Алимма» (Мази).
Значительного развития на Руси достигли географические знания. Так, в «Повести временных лет» местожительство восточнославянских племен летописец Нестор связывал с реками Дунаем, Днепром, Моравой, Припятью, Двиной, Десной и Сулой. Он достаточно подробно описал путь «из варяг в греки», проходивший вдоль Днепра, Ловати, Ильменского озера, реки Волхов и далее Варяжским морем. В летописи названо много тогдашних и древних стран, что также свидетельствует о достаточно хорошей осведомлённости русичей в области географии.
Наибольшее влияние на натурфилософское развитие Руси оказывала Византия, что давало доступ к естественнонаучным произведениям греческого и римского миров. Из переведённых книг черпали научные знания о природу («Шестиднев» Василия Великого и «Физиолог»), географию («Топография» Козьмы Индикоплова), философию (короткие отрывки из произведений Платона и Аристотеля). Были в Киевской Руси и собственные философы: митрополит Климент Смолятич и волынский князь Владимир Василькович. Активное развитие науки наблюдалось вплоть до распада Киевской Руси.

#### XVI — начало XVII веков
В этот период ощутимо наблюдается упадок науки как таковой. В то же время можно отметить заметное развитие некоторых научных отраслей лингвистической науки — лексикографии и лексикологии. Среди известных лексикографов того времени особенно надо отметить Памво Берынду, автора одного из древнейших словарей украинского языка — «Лексіконъ славенорωсскїй и именъ Тлъкованїє», Лаврентия Зизания, автора «Грамматіки словенскоі съвершеннаго искусства осми частій слова и иных нужных» и первого печатного церковнославянского-украинского словаря, вышедшего в свет в Вильне в 1596 году — «Лексис СирЂчь РеченїА, Въкрат (ъ) цЂ събран (ъ) ны…», Ивана Фёдорова, который издал первый восточнославянский Букварь.

В 1576 году князем Константином Острожским в своем родовом городе Остроге была основана Острожская академия — первое научно-образовательное учреждение Украины. В основу деятельности Острожской академии было положено традиционное для средневековой Европы изучение семи свободных наук (грамматики, риторики, диалектики, арифметики, геометрии, музыки, астрономии), а также «высших» наук: философии, богословия, медицины. Студенты Острожской академии овладевали пятью языками: славянским, польским, древнееврейским, греческим, латинским. Первым ректором школы был писатель Г. Смотрицкий, преподавателями — выдающиеся тогдашние педагоги-ученые, такие как Демьян Наливайко, Христофор Филалет, Василь Суражский, Ян Лятош, Кирилл Лукарис, Клирик Острожский и педагоги из Краковского и Падуанского университетов. Острожская академия оказала большое влияние на развитие педагогической мысли и организации школ на Украине: по её образцу действовали более поздние братские школы во Львове, Луцке, Владимире (ныне Владимир-Волынский). Воспитанниками академии были: известный ученый и писатель Мелетий (Смотрицкий), гетман П. Сагайдачный, архимандрит Киево-Печерской лавры Елисей Плетенецкий и другие выдающиеся церковные и культурные деятели. С образованием в 1624 году в Остроге иезуитской коллегии Острожская академия обветшала и в 1636 году прекратила свое существование.

#### Конец XVII—XVIII века
Среди ведущих ученых того времени были Иннокентий Гизель, Иоаникий Галятовский, Лазарь Баранович, Антоний (Радивиловский), Феодосий Сафонович, Арсений Сатановский, Варлаам Ясинский, Симеон Полоцкий, Епифаний Славинецкий и др. Иннокентий Гизель, работавший в области истории, является автором «Синопсиса» (1674) — короткого очерка истории Украины и России от древнейших времен до последней четверти XVII в., имевшего большую популярность и даже использовавшегося как официальный учебник.
В этот период наблюдается становление и утверждение лингвистики. Одним из самых известных ученых того времени считается Епифаний Славинецкий, автор греко-славяно-латинского Лексикон и словаря малопонятных слов в Священном Писании.
Наряду с историческими и лингвистическими исследованиями ученые Киево-Могилянской академии сосредоточивали внимание на сложных вопросах астрономии, математики, медицины, географии. В частности, Иоаникий Галятовский пытался раскрыть причину таких природных явлений, как солнечное и лунное затмение, облачность, ветер, молния и т. п. Епифаний Славинецкий совершил переводы на славянский язык пособий по анатомии Везалия.

### Украина в составе России и Австро-Венгрии
После фиксации распределения украинских земель в составе Российской и Австро-Венгерской империй начался новый этап развития науки на Украине.

#### В составе России
В 1707—1708 годах Феофан Прокопович составил курс лекций по арифметике и геометрии для слушателей Киево-Могилянской академии.
Российское правительство открыло 3 университета: Харьковский (1804), Киевский (1834) и Новороссийский (1865). В этих университетах концентрировались приезжие преподаватели и профессора из других областей России, в первую очередь из Санкт-Петербурга, Москвы и немецких образовательных учреждений Прибалтики. Немногочисленные местные исследователи также шли преподавать в университеты. Однако уже во второй половине XIX века среди преподавателей университетов увеличилось число уроженцев Украины, а к началу XX века в университетах были сформированы мощные местные научные школы.
Учёные, работавшие на украинских землях, осуществили целый ряд научных открытий мирового уровня. В частности, анатом и гистолог Владимир Бец описал нервные клетки и нейроны, гистолог Никанор Хржонщевский открыл эпителий в легких, ботаник Сергей Навашин описал двойное оплодотворение у цветковых растений, Илья Мечников описал клеточный иммунитет и фагоцитоз, за что получил Нобелевскую премию по физиологии и медицине, физиолог Владимир Правдич-Неминский получил первую неинвазивная электроэнцефалограмму.
Многие украинские учёные делали научную карьеру в других регионах России, часто сохраняя свои корни, как, например, хирург Николай Склифосовский.

#### В составе Австро-Венгрии
Под правлением Австро-Венгрии существовал ещё с польских времен Львовский университет, а в 1875 году был открыт Черновицкий университет.

### Украинская ССР
В этот период значительное развитие получила наука, развивавшейся на общественных началах — научные общества различного профиля. Они объединяли как любителей, так и известных ученых, в рамках принятой ими программы исследований осуществляли свободный научный поиск без учёта регламентирующий влияние властных структур. В 20-30 х гг. XX века на Украине работало 35 научных обществ:
- Одесское хирургическое общество.
- Одесское эпидемиологическое общество.
- Одесское дерматологическое и венерологическое общество
- Одесское общество музыкальных деятелей.
- Одесское юридическое общество «ОДЕЮР».
- Одесское бальнеологическое общество.
- Одесское общество психиатров и невропатологов.
- Общество одесских врачей-терапевтов.
- Одесское общество писателей.
- Одесское общество акклиматизации растений и животных.
- Одесское общество естествоиспытателей.
- Одесское одонтологическом общество.
- Научное общество Херсонских врачей.
- Одесское общество научно-технической интеллигенции.
- Одесское филологическое общество.
- Киевское офтальмологическое общество.
- Научное общество студентов-медиков при Киевском медицинском институте.
- Физико-медицинское общество.
- Дерматологическое и венерологическое общество.
- Киевское общество детских врачей.
- Акушерско-гинекологическое общество.
- Украинское научное общество.
- Научное сельскохозяйственное общество.
- Полтавское медицинское общество врачей.
- Полтавское отделение Украинского юридического общества.
- Николаевское научное общество ВУАН.
- Николаевское общество естествоиспытателей.
- Черниговское научное общество (филиал ВУАН).
- Научное общество врачей в г.. Нежине.
- Волынская етносекция ВУАН.
- Волынское научное общество врачей.
- Волынский этнографический научный комитет.
- Научное общество при Каменец-Подольском ИНО.
- Каменец-Подольское общество естествоиспытателей.
- Подольское отделение Всеукраинского агрономического общества.

Между тем, на ноябрьской сессии ВУАН 1929. Было принято неожиданное решение о ликвидации всех научных обществ в системе Академии. А в 1930 г. вышло ещё и постановление ЦК КП (б) У «О задачах партии в области научной работы», которая призвала к решительной борьбе с мелкобуржуазным, единоличным отношением отдельных работников к научным исследованиям и перехода к принципам коллективности и плановости, которые предполагалось ввести в деятельность научных обществ. Следствием принятого решения стал стремительный упадок обществ, не сумевших существовать в новых условиях, предусматривала постоянное вмешательство компетентных органов в свободное научный поиск. Большинство научных товариществ перестали функционировать, а существовавшие вне структуры ВУАН едва выживали, хотя и просуществовали более длительное время, поскольку их деятельность не подвергалась такой строгой регламентации со стороны государства.
Ученые Украинской ССР внесли весомый вклад в сокровищницу мировой науки. Многие их разработки стали основой создания новых отраслей промышленности, прогрессивных технологий, материалов, машин и механизмов. В республике работало 200 тыс. Научных работников, в том числе 62 тыс. Докторов и кандидатов наук. В УССР насчитывалось 150 вузов, в которых работало 1,4 тыс. профессоров и докторов наук, около 16 тыс. Доцентов и кандидатов наук. Большой отряд ученых работал в Южном отделении Всесоюзного Академии сельскохозяйственных наук имени В. И. Ленина. Крупнейшим научным центром УССР была Академия наук Украинской PCP — 81 тыс. Сотрудников, в том числе 14 тыс. Научных работников, среди которых более 1000 докторов и 7000 кандидатов наук, 300 академиков и членов-корреспондентов АН УССР.
Результаты фундаментальных исследований позволили объяснить ряд явлений при разделении атомных ядер, создать принципиально новые состояния вещества с заданными свойствами, расшифровать структуру сложных химических веществ, создать научные предпосылки управления наследственностью и изменчивостью живых организмов. Подтверждением высокого качества этих технологий является продажа лицензий промышленно развитым странам.

## Наука независимой Украины
На Украине, как и в других государствах на территории бывшего СССР, в 1990-е годы наука пришла в упадок — резко сократилось финансирование исследований, значительно уменьшилась (особенно в 1991—1999 годах) численность персонала, занятого научными исследованиями и разработками, обострилась проблема старения кадров. С 1990 года каждый год общая численность научных работников Украины уменьшалась.
Численность научных работников Украины по данным Укрстата по годам следующая:
- 1990 год — 313 079 человек;
- 1995 год — 179 799 человек;
- 2000 год — 120 773 человека;
- 2005 год — 105 512 человек;
- 2010 год — 89 564 человек;
- 2013 год — 77 853 человека.

Уменьшение численности кадров в украинской науке было неравномерным и сопровождалось существенным ростом числа научных сотрудников, занятых в политических и юридических науках. За годы независимости (как сообщалось в СМИ в 2020 году) численность научных сотрудников в политических науках выросла в 5,6 раза, а в политических науках численность научных сотрудников за этот же период увеличилась в 3,5 раза. За тот же период в 23 раза уменьшилось количество специалистов предприятий опытно-промышленной базы.
Проблема старения кадров науки видна на примере Национальной академии наук Украины, где на 1 января 2014 года средний возраст научных работников составлял 51,8 лет (средний возраст кандидатов наук — 50,9, а докторов наук 63,7 лет). Пост президента НАНУ занимал в 1962–2020 годах академик Б. Е. Патон, который является вероятно старейшим в мире (как по возрасту, так и по времени пребывания в должности) президентом Академии наук. Он же является ровесником Национальной академии наук Украины. Сайт Национальной академии наук Украины не имеет, в отличие от сайтов других государственных органов, русскоязычной версии.
Численность организаций, выполняющих научные исследования и разработки, в постсоветский период оставалась на Украине почти стабильной — 1344 в 1991 году и 1143 в 2013 году.
С 2013 года научный сектор Украины накрыла волна сокращений. Из-за недостаточного финансирования в научных учреждениях пришлось переводить сотрудников на неполный рабочий день, а то и закрывать научные организации. В апреле 2017 года Президент НАНУ Борис Патон сообщил, что из-за «хронического бюджетного недофинансирования» были ликвидированы шесть учреждений Академии, а дефицит бюджета НАНУ составил более 23 млн долларов. За 2016 год численность сотрудников Академии сократилась более, чем на 6 тыс. человек. Если на 1 января 2016 года в Академии числились 37447 человек (в том числе 18346 научных работников), то на 1 января 2017 года в НАНУ было только 31129 сотрудников (в том числе 15919 научных работников). За 2013—2015 годы численность сотрудников Национальной академии аграрных наук Украины сократилась на 52 % — с 12,7 тыс. человек до 5,9 тыс. человек.
По состоянию на 2020 год сохраняется ситуация, при которой часть украинских научных институтов из-за недостатка средств вынуждена работать неполную рабочую неделю. По состоянию на март 2020 года Институт электросварки имени Е. О. Патона работал 4 дня в неделю, а Институт украинской археографии и источниковедения имени М. С. Грушевского НАН Украины — 11 дней в месяц.

### Во время российского вторжения
По данным ЮНЕСКО, к марту 2024 года в ходе российского вторжения были уничтожены или повреждены 1443 здания и лаборатории научной инфраструктуры Украины, принадлежащие 177 научным учреждениям. Восстановление этих потерь оценивают более чем в 1,26 миллиарда долларов. 18 научных институтов были вынуждены переехать, 6,3 % учёных и университетских преподавателей эмигрировали, 5,5 % стали внутренне перемещёнными лицами. Около 30 % учёных Украины работают удалённо. Сильнее всего пострадала научная инфраструктура Харьковской области. В Институте проблем безопасности атомных станций, находящемся вблизи Запорожья, украдено или уничтожено оборудование для мониторинга радиологической ситуации, что создало значительную угрозу безопасности региона.

## Организация науки
Организацией науки на Украине занимается Государственное агентство по вопросам науки, инноваций и информатизации Украины, которое определяет вместе с научными учреждениями направление развития научных исследований и использования в народном хозяйстве. Государственное агентство подает планы развития науки Правительства или Верховной Раде Украины на утверждение и обеспечение финансирования из государственного бюджета или других источников.
Государственная система организации и управления научными исследованиями на Украине дает возможность концентрировать и ориентировать науку на выполнение наиболее важных задач. Управление научной деятельностью строится по территориально-отраслевому принципу. Сегодня научно-исследовательскую работу ведут:
- Научно-исследовательские разработки и центры Академии наук Украины (НАН);
- Научно-производственные, научно-исследовательские, проектные учреждения, системы отраслевых академии;
- Научно-исследовательские, проектные учреждения и центры министерств и ведомств;
- Научно-исследовательские учреждения и кафедры высших учебных заведений;
- Научно-производственные, проектные учреждения и центры при промышленных предприятиях, объединениях.

Высшим государственным научным центром является Национальная академия наук Украины (НАН Украины). Она возглавляет и координирует совместно с Государственным агентством по вопросам науки, инноваций и информатизации Украины фундаментальные и прикладные исследования в различных областях науки. НАН государственным научным учреждением, объединяет все направления науки и поддерживает международные связи с научными центрами других стран. НАН Украины имеет в своем составе отделения в соответствующих областях науки, в частности, математики, информатики, механики, физики и астрономии; наук о земле; химии, общей биологии, экономики, истории, философии, литературы, языка и искусства и т.
В состав НАН входят научные институты из соответствующих областей, являются территориальные отделения (Донецкое, Западное, Южное и др.) и территориальные филиалы.

## Финансирование науки
Национальная академия наук Украины получает основную часть средств, выделяемых из бюджета Украины на научные исследования. В 2017 году на науку из бюджета Украины было выделено 4,7 млрд гривен, из которых 2,7 млрд гривен получила Национальная академия наук Украины. На научные разработки вузов Украины по линии Министерства образования и науки Украины был выделен лишь 621,5 млн гривен (причем из этой суммы часть досталась Национальной Академии наук Украины в виде грантов). На 2018 год на науку предусмотрены 6,1 млрд гривен. Увеличение финансирования из бюджета в 2018 году в первую очередь коснется Национальную академию наук Украины (увеличение финансирования более, чем на 38 %) и в меньшей степени вузовской науки (увеличение только на 12 %).

## Галерея научных учреждений Украины
- Президиум НАН Украины по улице Владимирской
- Институт ботаники имени Н. Г. Холодного НАН Украины
- Институт зоологии имени И. И. Шмальгаузена НАН Украины
- Национальный научно-природоведческий музей НАН Украины
- Львовская научная библиотека им. В. Стефаника НАН Украины
- Львовская национальная научная библиотека Украины имени Василия Стефаника (читальный зал)
- Национальная библиотека Украины имени В. И. Вернадского
- Институт языкознания имени А. А. Потебни
- Институт гидробиологии и Институт археологии НАН Украины